# Liste von Nebenflüssen des Rio Tibaji
Liste von Nebenflüssen des Rio Tibaji
```
 → 
(zurück) zum Nebenfluss-Abschnitt im Rio-Tibaji-Artikel
```

Die Liste enthält Nebenflüsse des Rio Tibaji, die in OpenStreetMap namentlich ausgewiesen sind (Stand: Januar 2023).
Längen- und Höhenangaben fußen auf OSM-Daten.
Die Höhenangaben werden mit dem Tool Google Maps Koordinaten einfach und schnell finden (Vivid Planet Software GmbH Internet Agentur und Webdesign Salzburg) festgelegt.
Die Länge und die Fluss-Kilometer werden anhand der Längenfunktion für die OSM-Wege ermittelt. Beispiel: „Weg: Rio Tibaji“> „Bearbeiten“ (als angemeldeter OSM-Nutzer) > „Kartendaten“ > „Maße-Feld anzeigen“.
| Nebenfluss                                                                                           | Nebenfluss                                                                                | Nebenfluss                                                                                | Mündung  | Mündung       | Mündung                         |
| Name                                                                                                 | Lage                                                                                      | Länge (km)                                                                                | Höhe (m) | bei Tibaji-km | Munizip                         |
| --- | ----------------------------------------------------------------------------------------- | ----------------------------------------------------------------------------------------- | -------- | ------------- | ------------------------------- |
| 1.) Oberlauf ab Ursprung am Westhang der Escarpa Devoniana zwischen Morro do Bugio und Morro do Sapé |                                                                                           |                                                                                           |          |               |                                 |
| Ursprung                                                                                             |                                                                                           |                                                                                           | 1.117    | 0,0           | Ponta Grossa                    |
| Rio do Salto                                                                                         | links                                                                                     | 30                                                                                        | 805      | 24,0          | Palmeira                        |
| Rio Romualdo                                                                                         | links                                                                                     | 19                                                                                        | 790      | 55,4          | Ponta Grossa                    |
| Rio Guabiroba                                                                                        | rechts                                                                                    | 21                                                                                        | 788      | 60,6          | Ponta Grossa                    |
| Rio Botuquara                                                                                        | rechts                                                                                    | 16                                                                                        | 788      | 70,6          | Ponta Grossa                    |
| Rio Cará-Cará                                                                                        | rechts                                                                                    | 16                                                                                        | 788      | 76,6          | Ponta Grossa                    |
| Rio Guaraúna                                                                                         | links                                                                                     | 61                                                                                        | 778      | 106,3         | Ponta Grossa                    |
| Rio Engenho Velho                                                                                    | rechts                                                                                    | 11                                                                                        | 777      | 122,3         | Ponta Grossa                    |
| Rio Imbituva                                                                                         | links                                                                                     | 147                                                                                       | 777      | 130,8         | Ipiranga, Teixeira Soares       |
| Rio Lajeado                                                                                          | rechts                                                                                    | 17                                                                                        | 777      | 160,8         | Ponta Grossa                    |
| Rio Bitumirim                                                                                        | links                                                                                     | 65                                                                                        | 776      | 162,3         | Tibagi                          |
| Ribeirão da Barrinha                                                                                 | links                                                                                     | 36                                                                                        | 774      | 174,8         | Tibagi                          |
| Arroio Santo Amaro                                                                                   | rechts                                                                                    | 12                                                                                        | 773      | 176,8         | Ponta Grossa                    |
| Rio Pitangui                                                                                         | rechts                                                                                    | 113                                                                                       | 773      | 212,4         | Carambeí                        |
| Ribeirão São Francisco                                                                               | rechts                                                                                    | 19                                                                                        | 772      | 214,4         | Carambeí                        |
| Lajeado da Cotia                                                                                     | rechts                                                                                    | 16                                                                                        | 771      | 223,1         | Carambeí                        |
| 2.) Mittellauf im Durchbruch der Serra Geral vom Segundo zum Terceiro Planalto Paranaense            | 2.) Mittellauf im Durchbruch der Serra Geral vom Segundo zum Terceiro Planalto Paranaense | 2.) Mittellauf im Durchbruch der Serra Geral vom Segundo zum Terceiro Planalto Paranaense | etwa 770 | etwa 230      |                                 |
| Arroio do Palmito                                                                                    | links                                                                                     | 19                                                                                        | 756      | 235,1         | Tibagi                          |
| Rio Capivari                                                                                         | links                                                                                     | 104                                                                                       | 727      | 253,1         | Tibagi                          |
| Rio do Sabão                                                                                         | rechts                                                                                    | 36                                                                                        | 726      | 254,1         | Tibagi                          |
| Rio Iapó                                                                                             | rechts                                                                                    | 149                                                                                       | 697      | 277,1         | Tibagi                          |
| Rio Alegre                                                                                           | rechts                                                                                    | 77                                                                                        | 691      | 284,7         | Tibagi, Telêmaco Borba          |
| Rio Santa Rosa                                                                                       | links                                                                                     | 37                                                                                        | 685      | 286,7         | Tibagi                          |
| Rio Quebra-Perna                                                                                     | rechts                                                                                    | 33                                                                                        | 678      | 299,7         | Telêmaco Borba                  |
| Rio da Conceição                                                                                     | links                                                                                     | 20                                                                                        | 663      | 303,7         | Tibagi                          |
| Rio Imbaú                                                                                            | links                                                                                     | 105                                                                                       | 658      | 305,3         | Tibagi, Telêmaco Borba          |
| Arroio das Casas                                                                                     | links                                                                                     | 10                                                                                        | 656      | 308,3         | Telêmaco Borba                  |
| Rio Harmonia                                                                                         | rechts                                                                                    | 18                                                                                        | 644      | 317,3         | Telêmaco Borba                  |
| Rio Imbauzinho                                                                                       | links                                                                                     | 54                                                                                        | 637      | 328,9         | Telêmaco Borba, Ortigueira      |
| Rio Lajeado Bonito                                                                                   | links                                                                                     | 31                                                                                        | 611      | 354,9         | Ortigueira                      |
| Ribeirão Barra Grande (Ortigueira)                                                                   | links                                                                                     | 54                                                                                        | 578      | 368,9         | Ortigueira                      |
| Rio das Antas                                                                                        | rechts                                                                                    | 67                                                                                        | 517      | 398,8         | Telêmaco Borba, Curiúva         |
| Ribeirão Barra Grande (Sapopema)                                                                     | rechts                                                                                    | 39                                                                                        | 508      | 400,5         | Curiúva, Sapopema               |
| Ribeirão Mococa                                                                                      | links                                                                                     | 19                                                                                        | 499      | 415,5         | Ortigueira                      |
| Rio Lambari                                                                                          | rechts                                                                                    | 37                                                                                        | 496      | 421,5         | Sapopema                        |
| Ribeirão Esperança                                                                                   | rechts                                                                                    | 30                                                                                        | 470      | 429,3         | Sapopema, São Jerônimo da Serra |
| Rio Apucarana                                                                                        | links                                                                                     | 101                                                                                       | 447      | 449,7         | Ortigueira, Tamarana            |
| Rio Apucaraninha                                                                                     | links                                                                                     | 95                                                                                        | 434      | 458,3         | Tamarana, Londrina              |
| Rio do Tigre                                                                                         | rechts                                                                                    | 22                                                                                        | 423      | 464,3         | São Jerônimo da Serra           |
| Ribeirão do Pinhal                                                                                   | rechts                                                                                    | 10                                                                                        | 414      | 478,3         | São Jerônimo da Serra           |
| Ribeirão Barra Funda                                                                                 | links                                                                                     | 26                                                                                        | 413      | 484,3         | Londrina                        |
| Rio São Jerônimo                                                                                     | rechts                                                                                    | 71                                                                                        | 409      | 495,9         | São Jerônimo da Serra, Assaí    |
| 3.) Unterlauf auf dem Terceiro Planalto Paranaense                                                   | 3.) Unterlauf auf dem Terceiro Planalto Paranaense                                        | 3.) Unterlauf auf dem Terceiro Planalto Paranaense                                        | etwa 400 | etwa 500      |                                 |
| Rio Taquara (mit Ribeirão Califórnia)                                                                | links                                                                                     | 111                                                                                       | 404      | 495,9         | Londrina                        |
| Ribeirão Jataizinho                                                                                  | rechts                                                                                    | 15                                                                                        | 386      | 502,9         | Assaí                           |
| Ribeirão das Marrecas                                                                                | links                                                                                     | 29                                                                                        | 379      | 510,9         | Londrina                        |
| Água Bonita                                                                                          | rechts                                                                                    | 12                                                                                        | 377      | 511,9         | Assaí                           |
| Ribeirão dos Apertados                                                                               | links                                                                                     | 92                                                                                        | 374      | 521,9         | Londrina                        |
| Ribeirão do Limoeiro                                                                                 | links                                                                                     | 19                                                                                        | 356      | 531,2         | Ibiporã, Londrina               |
| Córrego Água do Engenho de Ferro                                                                     | links                                                                                     | 10                                                                                        | 341      | 544,4         | Ibiporã                         |
| Ribeirão Jataizinho                                                                                  | rechts                                                                                    | 10                                                                                        | 341      | 546,4         | Jataizinho                      |
| Rio Jacutinga                                                                                        | links                                                                                     | 59                                                                                        | 336      | 550,4         | Ibiporã                         |
| Ribeirão Floresta                                                                                    | rechts                                                                                    | 13                                                                                        | 335      | 554,4         | Jataizinho                      |
| Ribeirão das Abóboras                                                                                | links                                                                                     | 17                                                                                        | 328      | 573,5         | Ibiporã                         |
| Ribeirão Água do Cerne                                                                               | links                                                                                     | 17                                                                                        | 327      | 583,9         | Sertanópolis                    |
| Rio Congonhas                                                                                        | rechts                                                                                    | 181                                                                                       | 326      | 594,2         | Rancho Alegre, Sertaneja        |
| 4.) Mündung des Rio Tibaji in den Rio Paranapanema                                                   | 4.) Mündung des Rio Tibaji in den Rio Paranapanema                                        | 4.) Mündung des Rio Tibaji in den Rio Paranapanema                                        | 324      | 620,0         | Primeiro de Maio                |